# Mont Harvard
Le mont Harvard, culminant à 4 395 m d'altitude,, est le troisième plus haut sommet des montagnes Rocheuses en Amérique du Nord, après le mont Elbert et le mont Massive. Il se situe dans la chaîne Sawatch et dans le comté de Chaffee, au Colorado. Il est protégé au sein de la forêt nationale de San Isabel et de la Collegiate Peaks Wilderness.